# Michael Shannon
Michael Corbett Shannon (Lexington, Kentucky, 1974. augusztus 7. –) amerikai színész, producer, zenész és színházi rendező.
Két alkalommal jelölték Oscar-díjra, A szabadság útjai (2008) és az Éjszakai ragadozók (2016) férfi mellékszereplőjeként. A 2014-es 99 Homes című filmdráma egy további Golden Globe-jelölést is hozott számára.
1993-ban debütált a mozivásznon az Idétlen időkig című vígjátékban. Rendszeresen dolgozik együtt Jeff Nichols rendezővel, akinek összes megjelent rendezésében feltűnt: Fegyverek és emberek (2007), Take Shelter (2012), Mud (2012), Éjféli látomás (2016), Loving (2016) és Motorosok (2023). A DC-moziuniverzum Az acélember (2013) és Flash – A Villám (2023) című filmjeiben Zod tábornokot formálta meg.
2010–2014 között a Boardwalk Empire – Gengszterkorzó című bűnügyi drámasorozat szereplője volt. Szerepelt a Kilenc idegen (2021), valamint a George & Tammy (2022) epizódjaiban is, utóbbival Primetime Emmy-jelölést szerezve.
2012-ben debütált a Broadwayn, 2016-ban a Long Day's Journey Into Night című darabbal Tony-díjra jelölték.

## Élete és pályafutása

### Zenei pályafutása
2002-ben Shannon Ray Rizzóval és Rob Beitzel-lel együtt megalakította a Corporal nevű indie rockzenekart. Shannon énekel és dalszövegeket ír a zenekarnak. A Corporal 2010-ben adta ki saját címadó debütáló albumát. Az album megjelenését követően két MP3 szám is megjelent letölthető formában. Az első, "Glory" című szám 2011-ben jelent meg, a második, "Obama" című dal pedig 2012 júniusában, amivel a zenekar Obama elnök újraválasztási kampányát támogatta.

## Magánélete
2018-ban vette feleségül Kate Arrington színésznőt, akivel 2002 óta élt párkapcsolatban. Két lányuk született, Sylvie (2008) és Marion (2011). A New York-i Brooklyn kerületben található Red Hook környékén élnek.

## Filmográfia

### Film
(Vezető) filmproducer
| Év   | Magyar cím                                 | Eredeti cím                              | Szerep                     | Magyar hang           |
| ---- | ------------------------------------------ | ---------------------------------------- | -------------------------- | --------------------- |
| 1993 | Idétlen időkig                             | Groundhog Day                            | Fred                       | Szokol Péter          |
| 1996 | Láncreakció                                | Chain Reaction                           | virágkiszállító            |                       |
| 1997 | Chicagói taxi                              | Chicago Cab                              | Crack Head                 |                       |
| 1999 | Az élet kalandja                           | Jesus' Son                               | Dundun                     |                       |
| 1999 |                                            | The Ride                                 | Jimmy                      |                       |
| 2000 |                                            | The Photographer                         | Maurice                    |                       |
| 2000 | Tigrisek földjén                           | Tigerland                                | Filmore őrmester           | Maros Ákos            |
| 2000 | Cecil B. Demented                          | Cecil B. Demented                        | Petie                      |                       |
| 2001 | Pearl Harbor – Égi háború                  | Pearl Harbor                             | Gooz Wood hadnagy          | Fekete Ernő           |
| 2001 |                                            | New Port South                           | John Stanton               |                       |
| 2001 | Vanília égbolt                             | Vanilla Sky                              | Aaron                      |                       |
| 2002 | Tiszta ügy                                 | High Crimes                              | Troy Abbott                | Hegedüs Miklós        |
| 2002 | 8 mérföld                                  | 8 Mile                                   | Greg Buehl                 | Laklóth Aladár        |
| 2003 | Kenguru Jack                               | Kangaroo Jack                            | Frankie Lombardo           | Király Attila         |
| 2003 | Bad Boys 2. – Már megint a rosszfiúk       | Bad Boys II                              | Floyd Poteet               | Kolovratnik Krisztián |
| 2003 | A nagy hullarablás                         | Grand Theft Parsons                      | Larry Oster-Berg           |                       |
| 2004 |                                            | Water                                    | Bobby Matherson            |                       |
| 2004 | Rossz pénz                                 | Criminal                                 | Gene                       |                       |
| 2004 | Halott madarak                             | Dead Birds                               | Clyde                      | Stohl András          |
| 2004 |                                            | The Woodsman                             | Rosen                      |                       |
| 2006 | Bogárűző                                   | Bug                                      | Peter Evans                |                       |
| 2006 | World Trade Center                         | World Trade Center                       | Dave Karnes                | Szatmári Attila       |
| 2006 | Gyerünk a börtönbe!                        | Let's Go to Prison                       | Lynard                     | Vári Attila           |
| 2006 | Gyerünk a börtönbe!                        | Let's Go to Prison                       | Lynard                     | Bácskai János.        |
| 2006 |                                            | Marvelous                                | John                       |                       |
| 2007 | Fegyverek és emberek                       | Shotgun Stories                          | Son Hayes                  |                       |
| 2007 |                                            | Blackbird                                | Murl                       |                       |
| 2007 | Szerencse dolga                            | Lucky You                                | Ray Zumbro                 | Juhász Zoltán         |
| 2007 | Mielőtt az ördög rádtalál                  | Before the Devil Knows You're Dead       | Dex                        | Varga Rókus           |
| 2008 | A szabadság útjai                          | Revolutionary Road                       | John Givings, Jr.          | Kerekes József        |
| 2009 | Az eltűnt személy                          | The Missing Person                       | John Rosow                 | Stohl András          |
| 2009 | Mocskos zsaru – New Orleans utcáin         | Bad Lieutenant: Port of Call New Orleans | Mundt                      | Presits Tamás         |
| 2009 | Míg a halál el nem választ                 | The Greatest                             | Jordan Walker              |                       |
| 2009 | Mit tettél, fiam?                          | My Son, My Son, What Have Ye Done?       | Brad McCullum              | Király Attila         |
| 2010 | The Runaways – A rocker csajok             | The Runaways                             | Kim Fowley                 | Magyar Bálint         |
| 2010 | A 13-as                                    | 13                                       | Henry                      | Holl Nándor           |
| 2010 | Jonah Hex                                  | Jonah Hex                                | Dr. Cross Williams         | Nagypál Gábor         |
| 2011 |                                            | Take Shelter                             | Curtis LaForche            |                       |
| 2011 |                                            | Return                                   | Mike                       |                       |
| 2011 |                                            | The Broken Tower                         | Emile Opffer               |                       |
| 2011 | Géppisztolyos prédikátor                   | Machine Gun Preacher                     | Donnie                     | Király Attila         |
| 2012 | Mud                                        | Mud                                      | Galen bácsi                | Debreczeny Csaba      |
| 2012 | Fék nélkül                                 | Premium Rush                             | Bobby Monday               | Karácsonyi Zoltán     |
| 2012 | A jégember                                 | The Iceman                               | Richard Kuklinski          |                       |
| 2013 | Az acélember                               | Man of Steel                             | Zod tábornok               | Széles Tamás          |
| 2013 | A szomszéd fiú                             | The Harvest                              | Richard Young              |                       |
| 2014 |                                            | Young Ones                               | Ernest Holm                |                       |
| 2014 |                                            | They Came Together                       | Spike (cameo)              |                       |
| 2014 | Megőrjít a csaj                            | She's Funny That Way                     | rendőr (cameo)             |                       |
| 2014 |                                            | 99 Homes                                 | Rick Carver                |                       |
| 2015 | A nő, akit szerettem                       | Freeheld                                 | Dane Wells                 | Rába Roland           |
| 2015 | Másnap(os) karácsony                       | The Night Before                         | Mr. Green                  | Király Attila         |
| 2016 | Teljesen ismeretlen                        | Complete Unknown                         | Tom                        | Kőszegi Ákos          |
| 2016 | Frank és Lola                              | Frank & Lola                             | Frank Reilly               |                       |
| 2016 | Éjféli látomás                             | Midnight Special                         | Roy Tomlin                 | Varga Gábor           |
| 2016 | Batman Superman ellen – Az igazság hajnala | Batman v Superman: Dawn of Justice       | Zod tábornok               | Széles Tamás          |
| 2016 |                                            | Wolves                                   | Lee Keller                 |                       |
| 2016 |                                            | Poor Boy                                 | Blayde Griggs              |                       |
| 2016 | Elvis és Nixon                             | Elvis & Nixon                            | Elvis Presley              | Rába Roland           |
| 2016 | Loving                                     | Loving                                   | Grey Villet                | Gyurin Zsolt          |
| 2016 |                                            | Salt and Fire                            | Matt Riley                 |                       |
| 2016 | Éjszakai ragadozók                         | Nocturnal Animals                        | Bobby Andes nyomozó        | Epres Attila          |
| 2017 | A víz érintése                             | The Shape of Water                       | Richard Strickland ezredes | Sarádi Zsolt          |
| 2017 | Feszültség                                 | The Current War                          | George Westinghouse        |                       |
| 2017 | Pottersville                               | Pottersville                             | Maynard Greiger            |                       |
| 2018 | 12 katona                                  | 12 Strong                                | Hal Spencer főtörzszászlós | Fekete Ernő           |
| 2018 | Ami egykor volt                            | What They Had                            | Nicky Everhardt            |                       |
| 2018 |                                            | State Like Sleep                         | Edward                     |                       |
| 2019 | Tőrbe ejtve                                | Knives Out                               | Walt Thrombey              | Fekete Ernő           |
| 2020 |                                            | The Quarry                               | Moore rendőrfőnök          |                       |
| 2020 |                                            | Echo Boomers                             | Mel Donnelly               |                       |
| 2021 | Bajnokszív                                 | Heart of Champions                       | Jack Murphy                | Nagypál Gábor         |
| 2022 |                                            | Night's End                              | Isaac Dees                 |                       |
| 2022 |                                            | Abandoned                                | Renner                     |                       |
| 2022 | A gyilkos járat                            | Bullet Train                             | Fehér Halál                | Rába Roland           |
| 2022 | Amszterdam                                 | Amsterdam                                | Henry Norcross             | Király Attila         |
| 2022 | Kegyes kis hazugság                        | A Little White Lie                       | Shriver                    | Király Attila         |
| 2023 | Flash – A Villám                           | The Flash                                | Zod tábornok               | Király Attila         |
| 2023 | Motorosok                                  | The Bikeriders                           | Zipco                      | Szakács Tibor         |

Rövidfilmek
| Év   | Eredeti cím   | Szerep        |
| ---- | ------------- | ------------- |
| 2000 | Mullitt       | Phil Kunz     |
| 2004 | Zamboni Man   | Walt          |
| 2010 | Herbert White | Herbert White |
| 2012 | Happy Hour    | Just Mike     |

### Televízió
| Év        | Magyar cím                               | Eredeti cím                       | Szerep                            | Megjegyzések                                |
| --------- | ---------------------------------------- | --------------------------------- | --------------------------------- | ------------------------------------------- |
| 1992      |                                          | Overexposed                       | fiatal ember                      | tévéfilm                                    |
| 1992      |                                          | Angel Street                      | Patrick Mulligan                  | tévéfilm                                    |
| 1998–1999 | A kiválasztott – Az amerikai látnok      | Early Edition                     | Merle / Mr. Andrews               | 2 epizód                                    |
| 1999      |                                          | Turks                             | férfi                             | 1 epizód                                    |
| 2005      | Esküdt ellenségek: Különleges ügyosztály | Law & Order: Special Victims Unit | Avery Shaw                        | 1 epizód                                    |
| 2009      |                                          | Delocated                         | Mark                              | 1 epizód                                    |
| 2010–2014 | Boardwalk Empire – Gengszterkorzó        | Boardwalk Empire                  | Nelson Van Alden / George Mueller | 35 epizód                                   |
| 2017–2020 |                                          | At Home with Amy Sedaris          | különböző szerep                  | 3 epizód                                    |
| 2018      |                                          | Waco                              | Gary Noesner                      | 6 epizód                                    |
| 2018      | Fahrenheit 451                           | Fahrenheit 451                    | Beatty kapitány                   | - tévéfilm - magyar hangja: - Rába Roland   |
| 2018      |                                          | The Little Drummer Girl           | Martin Kurtz                      | 6 epizód                                    |
| 2018      | Mesés elnökünk                           | Our Cartoon President             | narrátor (hangja)                 | 1 epizód                                    |
| 2018      | 104-es szoba                             | Room 104                          | Nathan                            | - tévéfilm - magyar hangja: - Rátóti Zoltán |
| 2021      | Kilenc idegen                            | Nine Perfect Strangers            | Napoleon Marconi                  | 8 epizód                                    |
| 2022      | A kis démon                              | Little Demon                      | borostás férfi (hangja)           | 6 epizód                                    |
| 2022–2023 | George és Tammy                          | George & Tammy                    | George Jones                      | 6 epizód                                    |
| 2023      |                                          | Waco: The Aftermath               | Gary Noesner                      | 5 epizód vezető producer                    |